# Jörn Donner
Jörn Johan Donner (Helsinki, 5 febbraio 1933 – Helsinki, 30 gennaio 2020) è stato uno scrittore, politico, diplomatico e produttore cinematografico finlandese, membro del Partito Socialdemocratico Finlandese e del Partito Popolare Svedese di Finlandia, fondatore dell'Archivio Finnish Film. La lingua madre di Donner era lo svedese, però non si definiva finno-svedese, ma principalmente come finlandese di lingua svedese.
Donner è stato console generale della Finlandia a Los Angeles nel 1995-1996.  È stato membro del Parlamento nel 1987–1995, 2007 e 2013–2015 e membro del Parlamento europeo (SDP) nel 1996–1999. Si è affermato come scrittore negli anni '50 e come personalità culturale in Finlandia e Svezia. Durante gli anni '60, Donner lavorò come regista e negli anni '70 fu attivo all'interno dello Swedish Film Institute, di cui fu amministratore delegato dal 1978 al 1982. È l'unico finlandese a ricevere un Oscar, grazie al suo ruolo di produttore di Fanny e Alexander (1982). Nel 1979 fu membro della giuria al 29º Festival Internazionale del Cinema di Berlino. A livello internazionale, Jörn Donner era meglio conosciuto come il produttore del film Fanny e Alexander di Ingmar Bergman (Fanny och Alexander, 1982). Nel 1984, il film vinse un totale di quattro Academy Awards, incluso l'Oscar per il miglior film internazionale, rendendolo fino ad oggi l'unico finlandese a ricevere un Academy Award. Il suo romanzo Far och son (Padre e figlio) vinse il Premio Finlandia nel 1985.
Dopo essere tornato in Finlandia negli anni '80, Donner fu membro del Riksdag, ma negli anni '90 fece anche parte del consiglio bancario della Banca di Finlandia e fu presidente del consiglio di amministrazione della Finnish Film Foundation di Helsinki. Donner è stato spesso visto come un provocatore attraverso i suoi film, libri e dichiarazioni. Tra le altre cose, Donner riuscì a scrivere più di 60 opere letterarie, quasi 4.000 articoli in vari giornali e riviste, nonché a dirigere una dozzina di film e a produrne altri 60. Secondo un articolo commemorativo su Svenska Yle, non c'è quasi nessuno che possa essere all'altezza di Jörn Donner in termini di capacità lavorativa e produttività nella vita culturale finlandese o "qualcuno che sia riuscito a provocare la febbre biliare in così tante persone e allo stesso tempo sia amato, celebrato e rispettato da almeno altrettanti".

## Biografia
La famiglia Donner proveniva dalla Germania, precisamente da Lubecca dove erano artigiani. L'antenato Joachim Donner si trasferì nel 1693 prima nella fortificazione svedese di Nyen Skans, l'attuale San Pietroburgo, dove lavorò fino al 1702 come insegnante di scuola tedesca. Poi arrivò via Viborg a Helsinki.
Donner era il figlio più giovane del filologo ed etnografo Kai Donner e di Margareta (Greta) von Bonsdorff e fratello dello zoologo Kai Otto e del professore di geologia Joakim Donner.  Era il nipote del linguista e politico Otto Donner. Il nonno materno di Donner era il barone Hjalmar Gabriel von Bonsdorff e suo zio materno era Per von Bonsdorff. Jörn Donner nacque nell'ospedale privato Boijes sul Boulevard di Helsinki.  La sua ostetrica e infermiera era Signe Sjöblom. Viveva anche con gli Sjöblom a Bromarv quando non c'era nessuno della sua famiglia. Birger Sjöblom gli insegnò a pescare e Donner ebbe un grande interesse per la pesca fin dall'infanzia.
Donner crebbe in una casa di lingua svedese come il più giovane di cinque fratelli. Suo padre morì quando lui aveva due anni e sua madre quando aveva vent'anni dopo essere stato malata per diversi anni. L'infanzia è stata bilingue e si parlava svedese a casa e a scuola. Parlava finlandese ripetutamente nella vita di tutti i giorni, nella fattoria di famiglia la servitù parlava finlandese con Donner. All'interno della famiglia, le persone passavano da una lingua all'altra senza problemi. La lingua madre di Donner era lo svedese, ma in linea di principio era completamente bilingue (svedese e finlandese). Donner si considerò un finlandese di lingua svedese, non uno svedese finlandese.

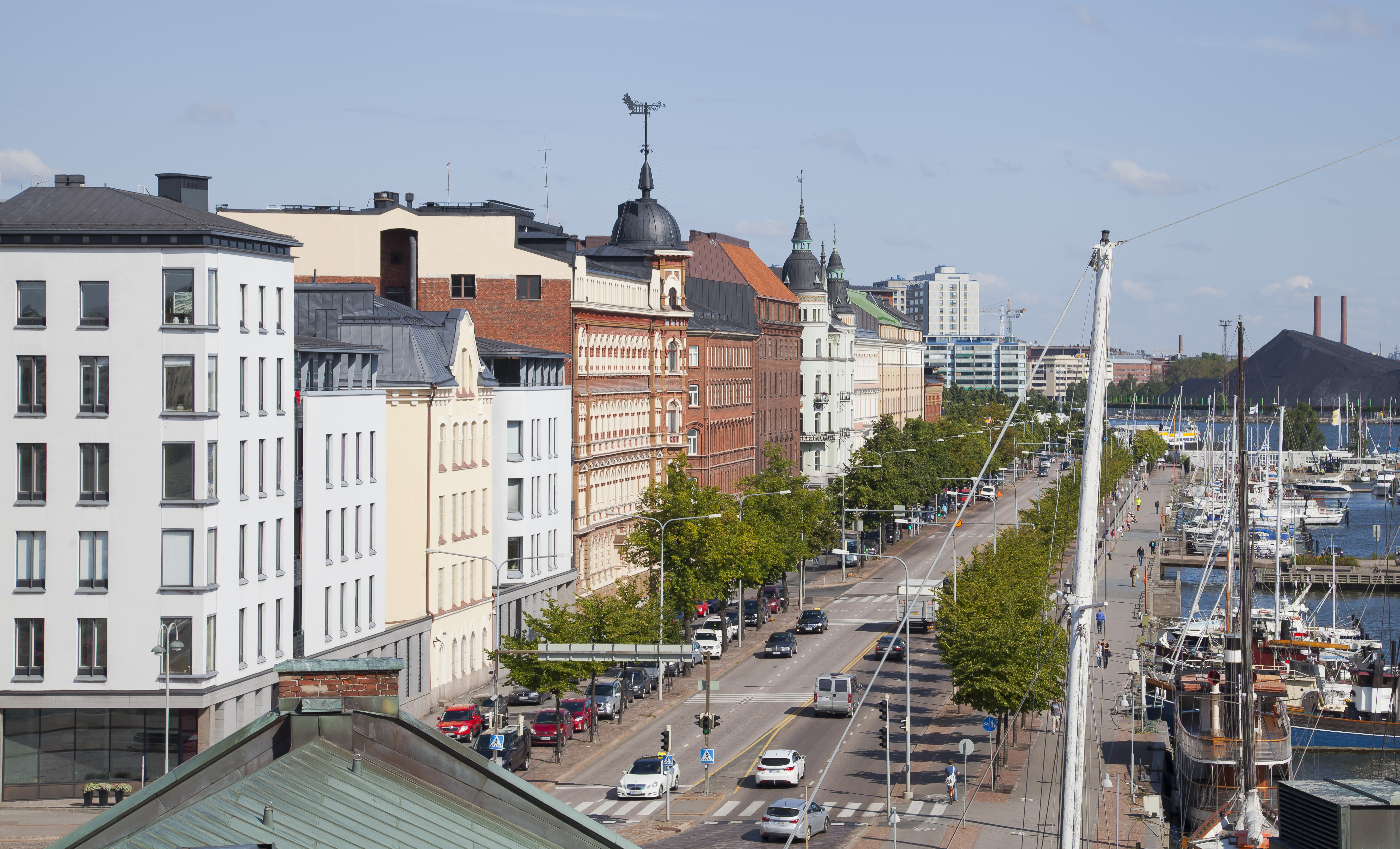
Donner è cresciuto nella casa Donner a Norrakaien 12 a Helsinki

Donner crebbe nella casa di famiglia a Norra Kajen 12 (NK nelle memorie) nel distretto di Kronohagen a Helsinki e periodicamente nella casa estiva di famiglia Framnäs a Bromarv e nella fattoria di famiglia Ahdenkallio. La casa in pietra della famiglia in stile neorinascimentale sul North Quay era stata costruita da suo nonno, il professor Otto Donner, nel 1899. Frequentò la scuola tedesca a Malmbrinken a Helsinki prima di essere ammesso al liceo normale svedese. In un'occasione fu minacciato di retrocessione.  Abbandonò gli studi e si vestì "dimostrativamente male" nella tarda adolescenza. Donner gareggiò con successo nel tennis da tavolo da adolescente e si interessò anche alla corsa. Da adulto giocava a squash e badminton. Visitò la Svezia per la prima volta nel 1949.
Successivamente conseguì un master in teoria politica generale e letteratura nordica presso l'Università di Helsinki.  Durante gli anni '50, Atos Wirtanen, Raoul Palmgren, Hagar Olsson, Elmer Diktonius, Gunnar Björling, Arvo Turtiainen ed Elvi Sinervo furono tra i suoi migliori amici. Non prestò servizio militare ma servizio civile a Pori nel 1958–1959.  Negli anni '50 fece carriera come critico letterario e cinematografico, nonché editorialista per Dagens Nyheter. Era impiegato da Olof Lagercrantz.

## Carriera politica
Donner fu membro del Parlamento (RKP) dal 1987 al 1995, nel 2007 e dal 2013 al 2015, e membro del Parlamento europeo (SDP) dal 1996 al 1999. Fu eletto per la prima volta nel consiglio comunale di Helsinki nelle elezioni municipali del 1968 come rappresentante dell'SKDL. Donner rinunciò al seggio nel consiglio nel 1976, ma ritornò due mandati dopo nelle elezioni municipali del 1984 al consiglio come rappresentante dell'RKP. Donner rimase nel consiglio per altri due mandati fino al 1992, quando non si ricandidò. Donner venne eletto al consiglio di Tammisaari nelle elezioni municipali del 2000 tra le file dei membri indipendenti. Nella politica municipale di Tammisaari, Donner fu influente nel governo della città fino al 2003, quando tornò a Helsinki. Donner diventò membro del consiglio comunale di Helsinki per la terza volta nelle elezioni municipali del 2004 come rappresentante dell'SDP. Donner è stato, tra l'altro, presidente del consiglio della cultura e della biblioteca fino al 2008, quando non era più candidato alle elezioni.

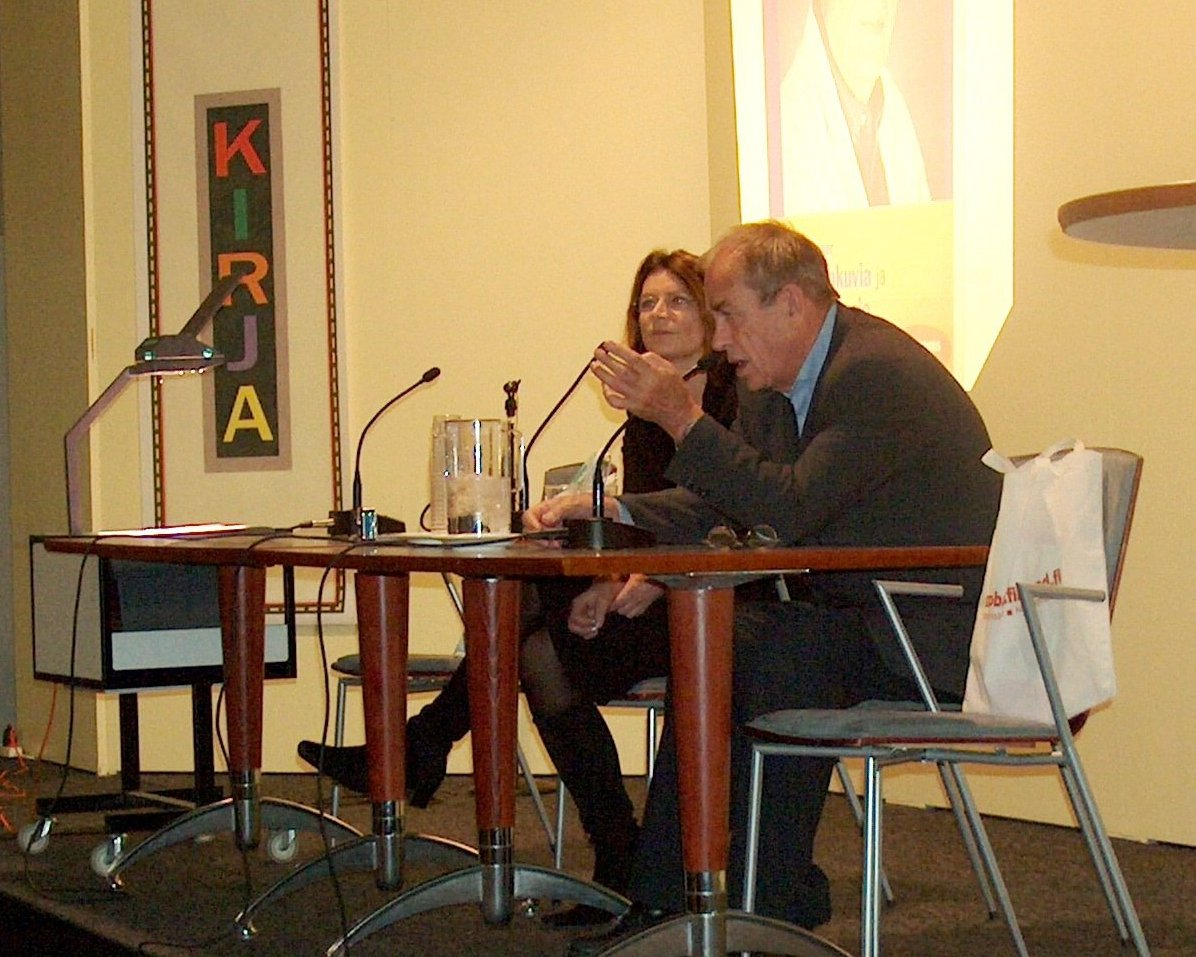
Jörn Donner alla Fiera del Libro di Helsinki nel 2004

Nelle elezioni parlamentari del 2003, Donner venne eletto al parlamento come candidato non impegnato dell'RKP. Poco dopo, però, aderì al Partito Socialdemocratico Finlandese. Donner salì nuovamente al parlamento quando Eva Biaudet passò agli incarichi internazionali all'inizio del 2007. Quando divenne deputato al parlamento, Donner si dimise dall'SDP per unirsi al gruppo parlamentare RKP. Nelle elezioni parlamentari della primavera del 2007 Donner non era più candidato, quindi la sua seconda presenza al parlamento durò alcuni mesi.
Donner si candidò alle elezioni parlamentari del 2011 come candidato non impegnato nella lista dell'RKP a Helsinki. Tuttavia, Donner rimase al secondo posto superato da Astrid Thors per 129 voti ottenendo l'unico seggio dell'RKP in quella circoscrizione elettorale.
Nelle elezioni presidenziali del 2012, Donner sostenne Sauli Niinistö della coalizione.  Donner era il candidato non impegnato dell'RKP alle elezioni europee del 2014 e alle elezioni municipali del 2017 a Helsinki. Fu eletto al consiglio comunale di Helsinki con 980 voti. [17] Allo stesso tempo, divenne il consigliere comunale più anziano di tutta la Finlandia. Donner si dimise dal consiglio comunale di Helsinki per motivi di salute il 24 aprile 2019.

## Carriera cinematografica

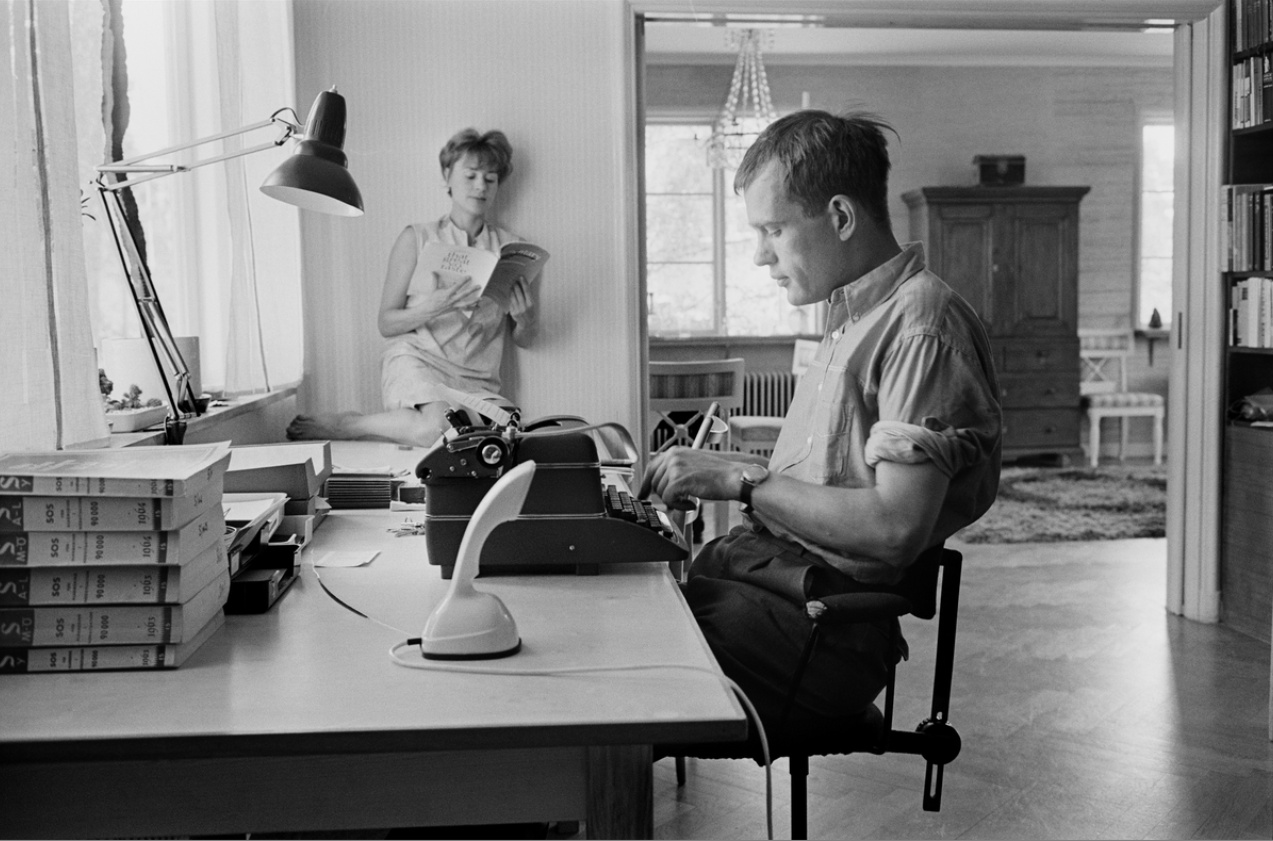
Harriet Andersson e Jörn Donner nel 1964

Donner è stato uno dei fondatori dell'Archivio audiovisivo nazionale (Kansallinen audiovisuaalinen arkisto).  Ha iniziato la sua carriera come regista in Svezia, ma dopo alcuni film si è trasferito in Finlandia, girando un audace film erotico, Mustaa valkoisella (1968). Successivamente diresse altre produzioni nello stesso stile, come Sixtynine 69 (1969), Naisenkuvia (1970) e Hellyys (1972). 

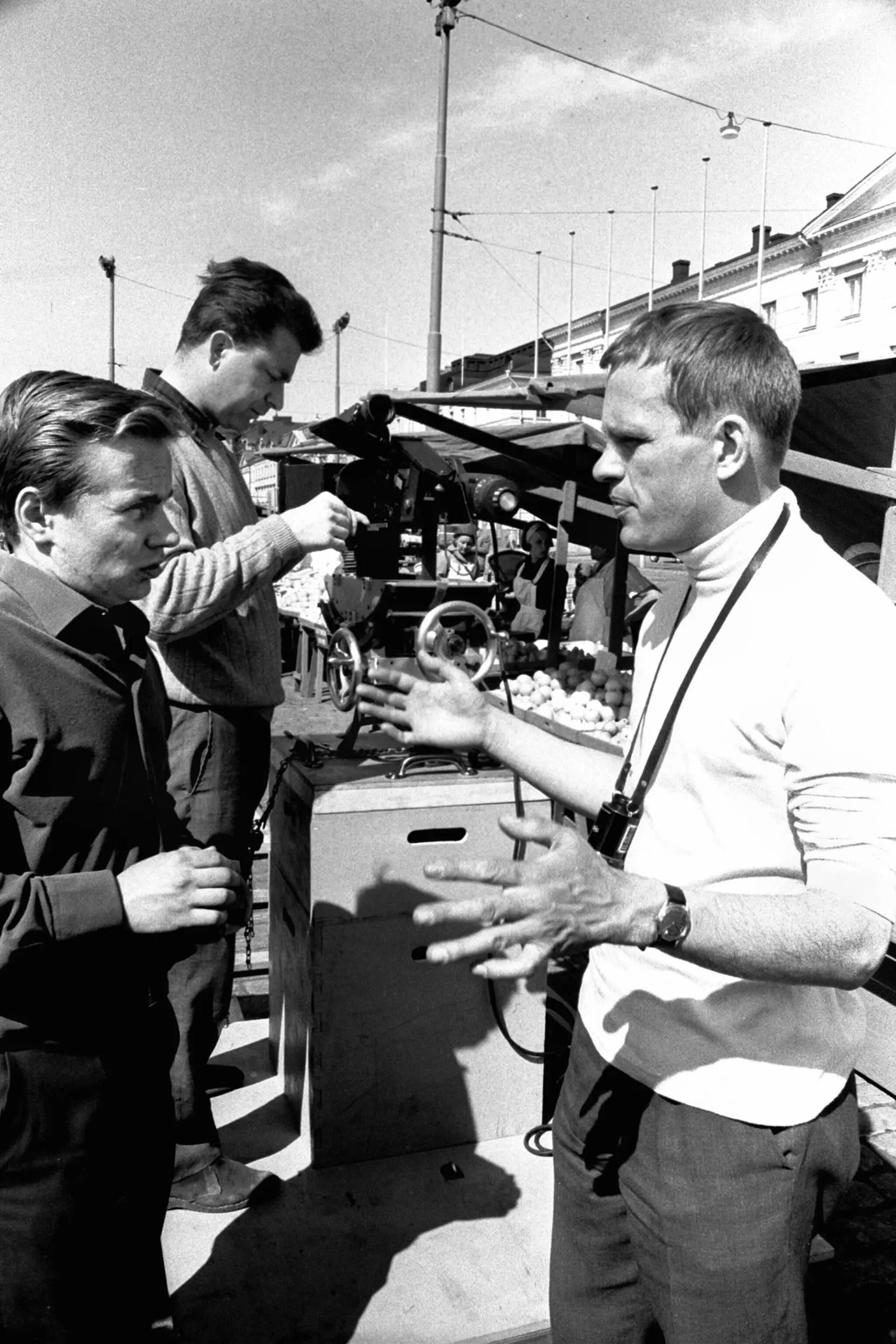
Jorn-Donner durante una ripresa ad Helsinki nel 1965

Donner ha diretto anche film con temi più seri, tra cui uno influenzato da Ingmar Bergman e Antonioni, Anna (1970); interpretato da un'attrice abituale di Bergman, Harriet Andersson. Alcuni dei suoi ultimi film, diretti nel XXI secolo, erano in svedese. Donner ha scritto le sceneggiature di tutti i suoi film.
Dopo un periodo di riposo, nel 2009 ha diretto il dramma storico Kuulustelu, su una paracadutista durante la Guerra di continuazione, Kerttu Nuorteva.
Donner è stato un produttore del film del 1984, Fanny e Alexander, che vinse l'Oscar come miglior film internazionale. Sebbene il film sia stato diretto da Ingmar Bergman, Donner ha ritirato il premio perché il regista non ha potuto farlo.
Donner è stato presidente del consiglio di amministrazione della Fondazione cinematografica finlandese (Suomen elokuvasäätiö) nel 1981–1983, 1986–1989 e 1991–1995, nonché amministratore delegato dello Swedish Film Institute nel 1978–1982.

## Carriera di scrittore

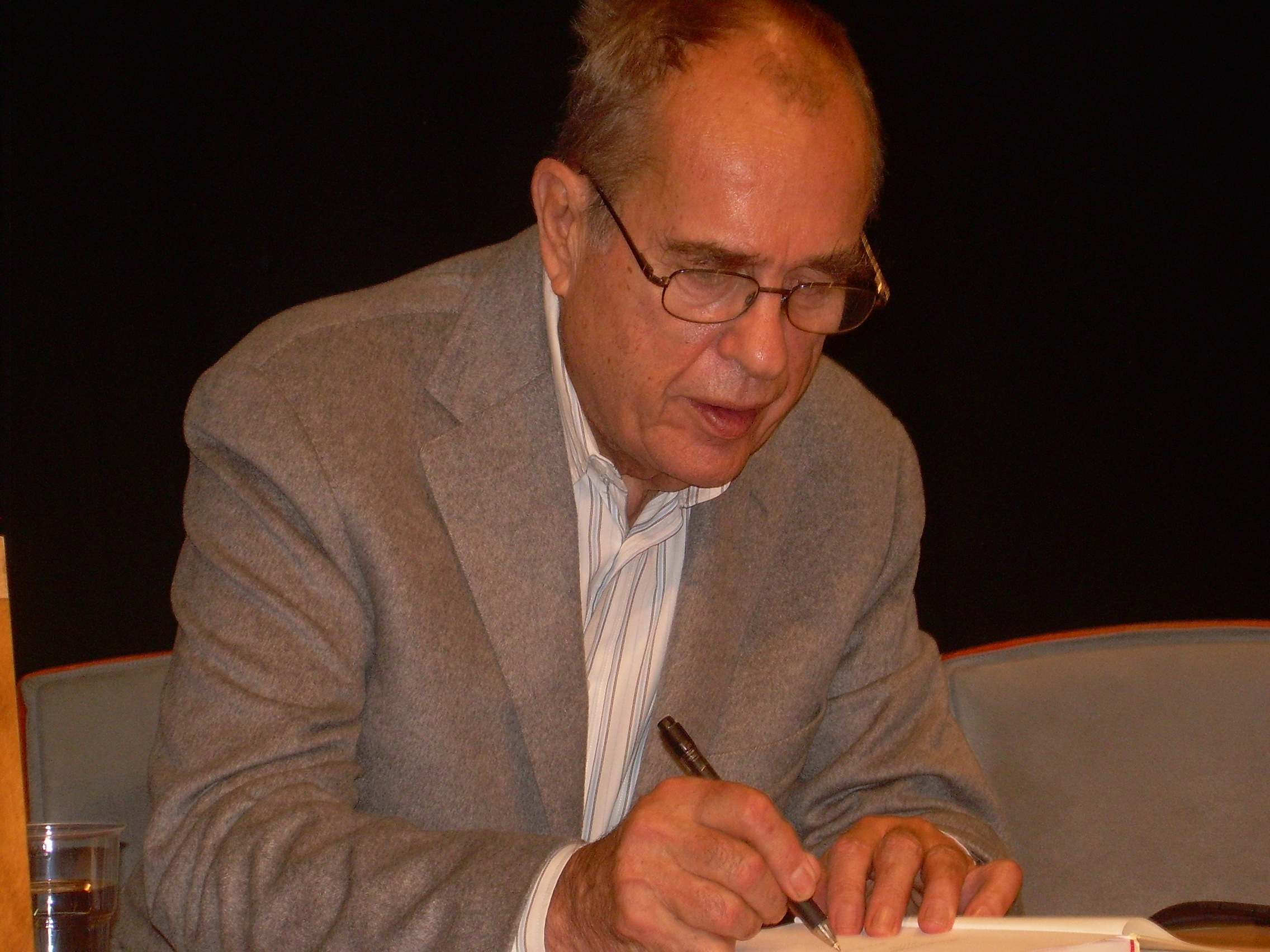
Jörn Donner alla Fiera del Libro di Helsinki nel 2008

Non aveva ancora 20 anni quando Donner iniziò la sua carriera di scrittore con la raccolta di racconti Välsignade liv (1951) e nel corso della sua vita pubblicò decine di opere. Tra i suoi lavori più noti si ricordano Djävulens ansikte (1962), Nya boken om vårt land (1967) e Varför finns jag tilt (1998).
Il suo più grande successo letterario fu una serie di romanzi sulla storia della famiglia Anders, che trattavano temi del mondo degli affari finlandese e dell'alta borghesia finlandese-svedese dagli anni '30 al 2000. La serie consisteva di dieci titoli, sebbene alcuni romanzi successivi avessero un vago rapporto con la storia. Il sesto romanzo, Isä ja poika, fruttò a Donner il Premio Finlandia nel 1985. Nel 2002, il libro di Donner Elämme – siis kuolemme / Att leva är att dö vinse il titolo di Libro cristiano dell'anno. Un altro dei titoli pubblicati da Donner, pubblicato nel 2009, era un libro di memorie su Ingmar Bergman.

### Morte
Donner soffriva di cancro alla prostata e ai polmoni. Morì di malattia polmonare all'ospedale Meilahti di Helsinki il 30 gennaio 2020, sei giorni prima del suo 87º compleanno.

## Vita privata
Era sposato con Inga-Britt Wik dal 1954 al 1962, quindi visse con l'attrice Harriet Andersson per gran parte degli anni '60, si risposò con Jeanette Bonnier dal 1974 al 1988 e dal 1995 si sposò di nuovo con la giornalista Bitte Westerlund. Donner ha avuto vari figli: due figli di Wik (uno dei quali è Johan Donner), due figli di Bitte Westerlund (uno dei quali è Rafael Donner). Il figlio Otto Gabrielsson, avuto con la compagna Lisbet Gabrielsson, scrisse del padre assente nel libro Vildhavre - ultima lettera al padre. Dopo la morte di Donner, la vedova trovò sul suo computer una serie di e-mail provenienti da varie donne con cui Donner aveva avuto relazioni extraconiugali. Aveva una relazione con una delle donne da 50 anni. Dopo essersi consultata con i figli, la vedova di Donner scelse di versare parte delle sue ceneri nel compost. Westerlund contattò anche le donne interessate e ne parlò nel libro di Philip Teir J & B – Scene da un matrimonio finto. 
Donner era un appassionato fotografo. Dopo la sua morte furono ritrovate circa 30.000 fotografie, che lui scattò a casa e durante i suoi viaggi.

## Filmografia

### Come produttore
- 1970  - Confessioni di se stesso di un sessuofilo
- 1982  - Fanny e Alexander di Ingmar Bergman
- 2000  - Case abbandonate di Lauri Törhönen

### Come regista
- 1964  - Amore (Attälska)
- 1965  - Qui inizia l'avventura (Här börjar äventyret, taalla alkan seikkailu)
- 1969  - Preludio all'estasi
- 1970  - Confessioni di un sessuofilo
- 1978  - Gli uomini non possono essere violentati

## Premi e riconoscimenti
- 1985 - Premio dell'Accademia Svedese di Finlandia
- - Premio nazionale di letteratura
- 2002 - Premio Libro cristiano dell'anno
- 2002 - Premio Tollander
- 2014 - Jussi-béton per l'opera di una vita
- 2018 - Premio Apollo